# Antoine Hastoy
Antoine Hastoy (Francia, 4 de junio de 1997) es un jugador profesional francés de rugby que se desempeña en la posición de medio scrum en Stade Rochelais, equipo perteneciente a la liga Top 14.

## Carrera
Hastoy es un jugador de formación francesa (JIFF). Comenzó su carrera deportiva con el equipo RC Billère ASPTT Lescar, en el cual jugó siete temporadas (2004-2011), después pasó a Section Paloise (2011-2022), luego a Stade Rochelais, donde lleva jugando dos temporadas.